# Édouard Bureau
Pour les articles homonymes, voir Bureau.
Ne doit pas être confondu avec Louis Bureau ou Édouard Boureau.
Pour les autres membres de la famille, voir Famille Bureau.
Louis-Édouard Bureau, né le 20 mai 1830 à Nantes et mort le 14 décembre 1918 à Paris, est un médecin et un paléobotaniste français.

## Biographie

### Enfance et études à Nantes
Édouard Bureau naît le 20 mai 1830 à Nantes. Il est l’ainé des cinq fils de l’armateur nantais Louis-Marcellin Bureau et de Lucie Rozier (nièce de Ferdinand Rozier). Il est le frère de Léon et de Louis Bureau.
Il entame des études de médecine et de botanique à Nantes en 1848 et est nommé Interne des Hôpitaux de Nantes, premier de sa promotion.

### Fin d'études et vie à Paris
À 23 ans, il quitte Nantes pour Paris où il devient docteur en médecine en 1856 et docteur es sciences naturelles. Il obtient en 1872, un poste d’aide naturaliste au Muséum national d'histoire naturelle, à Paris, dans le laboratoire d’Adolphe Brongniart où il remplace Edmond Tulasne. À 44 ans, en 1874, il est nommé professeur de botanique au Muséum national d'histoire naturelle, puis, en 1901, il est élu membre de l’Académie nationale de médecine.
ll fait venir au Muséum Adrien Franchet qui collabore avec lui et ils étudient notamment ensemble la flore du Tibet.
Il prend sa retraite en 1905, Paul Lecomte lui succédant alors.

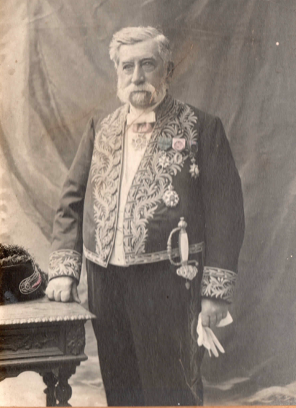
Édouard Bureau en habit d’Académicien.

Bureau est l’un des fondateurs de la Société botanique de France, dont il est secrétaire général de 1877 à 1881 et qu’il préside en 1875, en 1883, en 1902 et en 1905. Il est également président de la Société philomathique de Paris et vice-président de la Société centrale d'horticulture de France, ainsi que membre du Comité des travaux historiques et scientifiques, de l'Académie nationale de médecine, de la Société des sciences naturelles de l'Ouest de la France, de la Société entomologique de France, de la Société royale de botanique de Belgique.
Il collabore au Dictionnaire de botanique de Baillon (1827-1895). Il rédige la partie consacrée aux Moraceae et Artocarpeae dans le volume XVII de 1873 du Prodromus systematis naturalis regni vegetabilis de Candolle (1778-1841). Karl Moritz Schumann (1851-1904) et lui contribuent au volume VIII consacré aux Bignoniaceae dans la Flora brasiliensis de Martius (1794-1868).
L’espèce Rhododendron bureavii (en) lui a été dédiée à partir de spécimens de Chine de sa collection personnelle.

### Vie privée
En 1858, il se marie avec Marie Decroix, fille du sénateur de la Loire-Inférieure Adolphe Decroix. Ils eurent ensemble cinq enfants : Louise (1860), Maurice (1861), Joseph (1868), Marcel (1871) et Hippolyte (1874).
Il avait hérité du château de la Meilleraye (Riaillé) de son père, où il planta une importante collection de bambou unique en Europe. Il y allait chaque fois qu'il le pouvait.

### Mort et enterrement

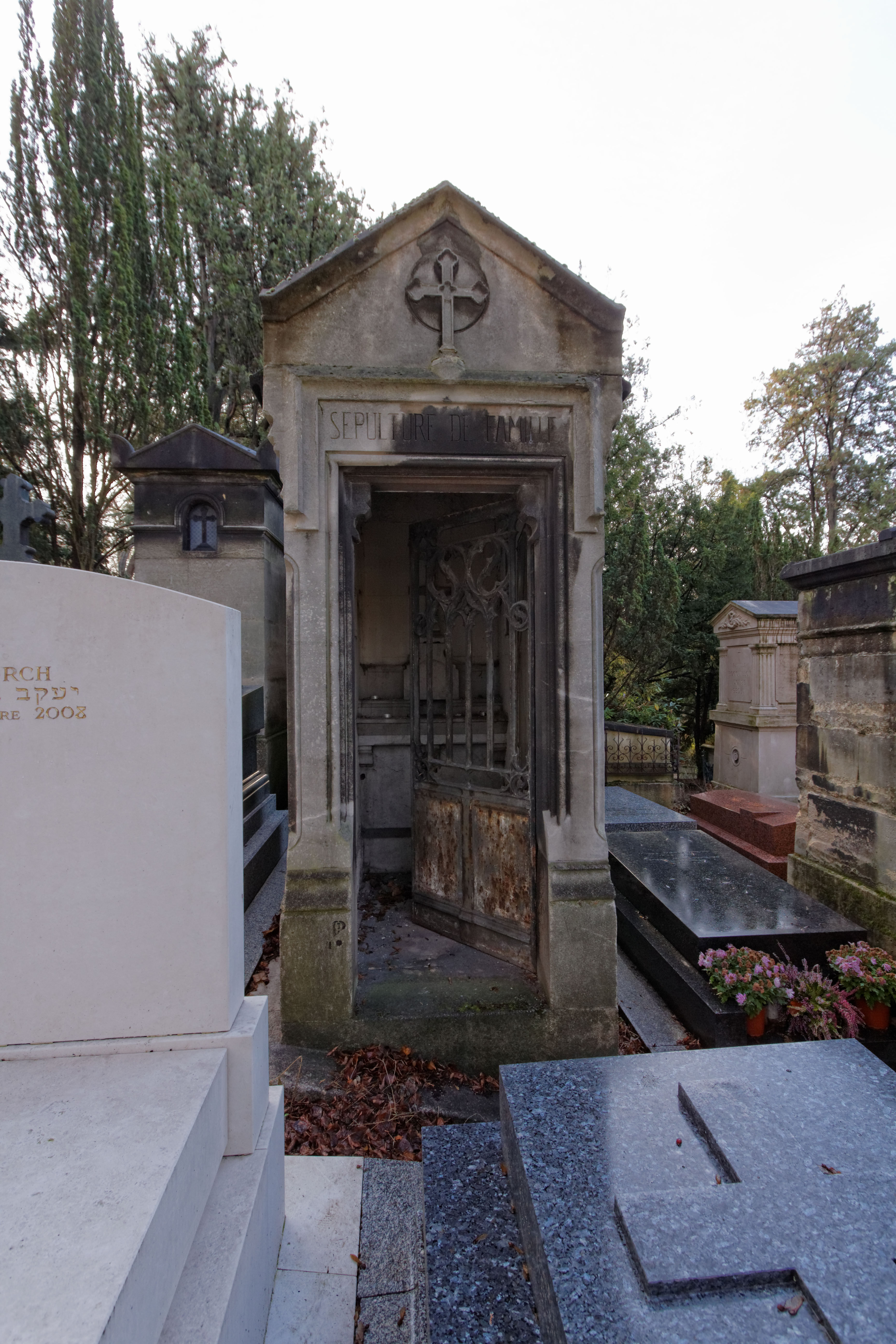
Tombe d'Édouard Bureau au cimetière du Père-Lachaise.

Il mourut à Paris à 88 ans. L’enterrement fut, à la mode de l’époque très solennel : les professeurs du Muséum en toge, les académiciens en grande tenue. La cérémonie religieuse fut célébrée dans l’église Saint-Louis-en-l’Isle. Il est enterré au cimetière du Père-Lachaise (4e division).

## Distinctions
- Chevalier de la Légion d'honneur
- Commandeur de l'ordre de la Couronne (Roumanie)

## Publications partielles
- Monographie des Bignoniacées, 1864.
- Avec Adrien Franchet (1834-1900) Plantes nouvelles du Thibet et de la Chine occidentale, recueillies pendant le voyage de M. Bonvalot et du prince Henri d'Orléans en 1890, Paris, 1891.
- De la famille des Loganiacées et des plantes qu'elle fournit à la médecine 1856.
- Notice sur les travaux scientifiques de M. É. Bureau, 1901, 1864.
- Révision du genre Catalpa, 1894.
- Notice sur la géologie de la Loire-Inférieure… avec listes des végétaux fossiles, Nantes, E. Grimaud et fils, 1900 [lire en ligne]
- Études des gîtes minéraux de la France, Bassin houiller de la Basse Loire. 1, Histoire des concessions, pièces justificatives, description géologique du bassin, Paris, Imprimerie nationale, 1910 (lire en ligne)
- Études des gîtes minéraux de la France, Bassin houiller de la Basse Loire. 2, Description des flores fossiles. Texte, Paris, Imprimerie nationale, 1910 (lire en ligne)
- Études des gîtes minéraux de la France, Bassin houiller de la Basse Loire. 2, Description des flores fossiles. Atlas, Paris, Imprimerie nationale, 1910 (lire en ligne)